# Rio Culcuşu Ursului
O Rio Culcuşu Ursului é um rio da Romênia, afluente do Saciova, localizado no distrito de Covasna.